# サラ・ショーストレム
サラ・フレードリカ・ショーストレム（スウェーデン語: Sarah Fredrika Sjöström、1993年8月17日 - ）は、スウェーデンの競泳選手。「ショーストレム」は、「ショーストロム」とも表記される。

## 経歴・人物
ストックホルム県サーレム市生まれ。オランダのアイントホーフェンで開かれた2008年ヨーロッパ水泳選手権に14歳で出場し、女子100mバタフライで58秒44で金メダルを獲得した。その準決勝では58秒38というタイムを記録し、一年前にアンナ＝カリン・キャンメルリングが記録した58秒71を破り国内新記録を樹立。同年の国内選手権でも58秒55を記録した。北京オリンピックでは100mバタフライで27位に、100m背泳ぎに29位につけた。4×100mメドレーのスウェーデンチームにも抜擢され、決勝まで勝ち上がったが、決勝では最終泳者のヨセフィン・リルハーゲがうまくスタートを切らなかったため失格となった。
2009年世界水泳選手権の女子100mバタフライ準決勝で、ショーストレムは56秒44を記録し、オランダのインヘ・デブルーインが9年間保持した世界記録を破った。さらに翌日の決勝でも56秒06でゴールし、自身の世界記録を更新して金メダルを獲得した。
ハンガリーのブダペストで開かれた2010年ヨーロッパ選手権でも女子100mバタフライで金を獲得し、王座を死守した（ヨーロッパ選手権は隔年開催）。
2016年のリオデジャネイロオリンピックでは、100mバタフライで金、200m自由形で銀、100m自由形で銅と3つのメダルを獲得した。
2019年世界水泳選手権の100mバタフライで銀メダルを獲得。決勝戦後の表彰式では、当時急性リンパ性白血病で闘病していた盟友の池江璃花子に向けて、金メダルのマーガレット・マクニール、銅メダルのエマ・マキーオンと協力し掌にフェルトペンで「RIKAKO」「IKEE」「NEVER GIVE UP」と書き、表彰台からエールを送った。

## 個人ベスト
長水路（50m）
| 種目           | 記録    | 日にち        | 大会名                       | 場所                         | 備考     |
| -------------- | ------- | ------------- | ---------------------------- | ---------------------------- | -------- |
| 50m自由形      | 23.61   | 2023年7月29日 | 世界水泳選手権               | 日本、福岡                   | WR       |
| 100m自由形     | 51.71   | 2017年7月29日 | 世界水泳選手権               | ハンガリー、ブダペスト       | WR       |
| 200m自由形     | 1:55.04 | 2014年4月11日 | アイントホーフェン水泳杯     | オランダ、アイントホーフェン | NR       |
| 100m背泳ぎ     | 1:00.74 | 2009年8月1日  | 世界選手権                   | イタリア、ローマ             | NR（rh） |
| 50mバタフライ  | 24.43   | 2014年7月5日  | スウェーデン選手権           | スウェーデン、ボロース       | WR       |
| 100mバタフライ | 55.48   | 2016年8月7日  | リオデジャネイロオリンピック | ブラジル、リオデジャネイロ   | WR       |

短水路（25m）
| 種目           | 記録  | 日にち         | 大会名           | 場所                         | 備考   |
| -------------- | ----- | -------------- | ---------------- | ---------------------------- | ------ |
| 50m自由形      | 23.79 | 2013年12月15日 | 欧州短水路選手権 | デンマーク、ヘアニング       |        |
| 100m自由形     | 52.60 | 2009年11月7日  | ワールドカップ   | ロシア、モスクワ             |        |
| 100m自由形     | 52.60 | 2009年11月11日 | ワールドカップ   | スウェーデン、ストックホルム |        |
| 100m背泳ぎ     | 59.03 | 2009年11月7日  | ワールドカップ   | ロシア、モスクワ             |        |
| 50mバタフライ  | 25.52 | 2009年12月11日 | 欧州短水路選手権 | トルコ、イスタンブール       | （sf） |
| 100mバタフライ | 55.78 | 2013年12月15日 | 欧州短水路選手権 | デンマーク、ヘアニング       | （sf） |

WR - 世界記録、NR - スウェーデン記録、rh - リレーの予選の第一泳者、sf - 準決勝